# Oncideres multicincta
Oncideres multicincta là một loài bọ cánh cứng trong họ Cerambycidae.